# Draconyx
Draconyx is een plantenetend geslacht van ornnitischische dinosauriërs, behorend tot de groep van de Euornithopoda, dat tijdens het late Jura leefde in het gebied van het huidige Portugal. De enige bekende soort is Draconyx loureiroi.

## Vondst en naamgeving
In 1991 vond Carlos Anunciação bij Vale Frades nabij Lourinhã de achterpoot van een kleine euornithpode. De vondst werd daarna verder opgegraven door een team van het Museu da Lourinhã.
In 2001 werd de soort benoemd en beschreven door Octávio Mateus en Miguel Telles Antunes. De geslachtsnaam is afgeleid van het Latijnse draco, "draak", en het Klassiek Griekse ὄνυξ, onyx, "klauw". De soortaanduiding eert de achttiende-eeuwse jezuïet João de Loureiro, een van de eerste Portugese paleontologen.
Het holotype, ML 357, is gevonden in lagen van de Bombarralformatie die dateert uit het Tithonien. Het bestaat uit een gedeeltelijk skelet zonder schedel. Bewaard zijn gebleven: twee losse tanden uit de maxilla van de bovenkaak, ribben van de borstkas, drie voorste middelste staartwervels, een chevron, het onderste uiteinde van het rechteropperarmbeen, een vingerkootje, drie handklauwen, de onderkant van het rechterdijbeen, de onderkanten en bovenkanten van het rechterscheenbeen en het rechterkuitbeen, een sprongbeen, een calcaneum, vier voetwortelbeenderen, vier middenvoetsbeenderen en teenkootjes. Verder is nog ML 434, een dijbeen gevonden bij Praia do Caniçal, één kilometer ten noorden van de vindplaats van het holotype, aan de soort toegewezen. Twee voetsporen uit de periode, aangetroffen bij Porto Escada zijn volgens de beschrijvers mogelijk van Draconyx afkomstig. Eerder vermeld fragmentarisch camptosauride materiaal uit Portugal zou aan Draconyx kunnen worden toegeschreven.
In 2022 werd nieuw materiaal van het holotype gemeld, bestaande uit delen van de hand.

## Beschrijving
Draconyx is een vrij kleine tweevoetige euornithopode. Gregory S. Paul schatte in 2010 de lichaamslengte op drieënhalve meter, het gewicht op honderdvijftig kilogram. Het dijbeen ML 434 heeft een lengte van ongeveer veertig centimeter. De kleine lengte werd in 2022 bevestigd.
De beschrijvers wisten enkele onderscheidende kenmerken van Draconyx vast te stellen. De tanden van de bovenkaak hebben aan de binnenkant een goed ontwikkelde hoofdrichel en vijf tertiaire richels. Het email aan de buitenkant van de tand reikt aan de achterrand van de tand minder hoog dan aan de voorrand. De handklauwen zijn hoger dan breed. De gewrichtsknobbel van het dijbeen die het scheenbeen raakt, heeft geen zijuitsteeksel dat in de groeve voor de pees van de buigspier steekt. De knobbel wijst iets naar binnen en achteren en is aan de binnenzijde hol. De gewrichtsknobbel van het dijbeen die het kuitbeen raakt, steekt maar weinig uit en is langs de lengteas van het lichaam gemeten korter dan dwars gemeten. De crista cnemialis op het scheenbeen is kort. Het sprongbeen is vergroeid met het calcaneum. Er is een onderste tweede voetwortelbeentje aanwezig, een zelden vaststelbaar kenmerk bij de dinosauriërs. Het buitenste onderste voetwortelbeentje overgroeit het aangrenzende binnenste onderste voetwortelbeentje. Het vijfde middenvoetsbeen is geheel gereduceerd en dus afwezig.
De tanden zijn hoger dan breed, vrij afgeplat en respectievelijk 16,4 en 11,2 millimeter lang.

## Fylogenie
De beschrijvers plaatsten Draconyx basaal in de Ankylopollexia binnen de Camptosauridae. Het zou dan de enige camptosauride zijn naast Camptosaurus zelf. Ze voerden echter geen exacte kladistische analyse uit maar baseerden hun vaststelling op twee kenmerken: het bezit van een meer naar achteren gelegen hoofdrichel op de buitenzijde van de tand en een sterk gebogen dijbeen met een weinig uitstekende trochanter minor. In 2011 werd begrepen dat Uteodon, een vorm van ongeveer gelijke ouderdom als Draconyx hoger in de stamboom staat dan Camptosaurus; het is dus mogelijk dat Draconyx in feite daaraan nauwer verwant is.